# Levalloisien
Levalloisien je prijašnji naziv za kulturu donjega (starijeg) i srednjega paleolitika, po nalazištu Levallois-Perret (predgrađe Pariza). Naziv je napušten kada je utvrđeno da je riječ o osobitoj tehnici izradbe rukotvorina, a ne o zasebnoj kulturi. Levalloisienska tehnika ili metoda označava centripetalno odbijanje odbojaka, kadšto i sječiva, uz posebnu prethodnu pripremu jezgre. Pojavljuje se u donjem paleolitiku prije približno pola milijuna godina, česta je u srednjem, a rijetka u gornjem (mlađem) paleolitiku. Najčešće se provodi na rožnjaku izravnim udaranjem tvrdim udaračem, tj. kamenim oblutkom velike tvrdoće.